# پورتو اکتائی
پورتو اکتائی (به اسپانیایی: Puerto Octay) یک شهرستان در شیلی است که در استان اوسورنو واقع شده‌است. پورتو اکتائی ۱٬۷۹۵٫۷ کیلومتر مربع مساحت و ۱۰٬۲۳۶ نفر جمعیت دارد.